# Helheim (formație)
Helheim este o formație de viking metal / black metal înființată în 1992 în Bergen, Norvegia de către Ørjan "V'gandr" Nordvik (vocal, chitară bas), Tom "H'grimnir" Korsvold (vocal, chitară) și Frode "Hrymr" Rødsjø (baterie, sintetizator). Numele formației provine de la Helheim, tărâmul morților din mitologia nordică.
În peste 20 de ani de existență formația a lansat 9 albume de studio și 3 EP-uri.

## Istoric
Inițial pseudonimul lui V'gandr a fost Vanargandr, iar cel al lui H'grimnir a fost Hrimgrimnir. Ulterior, mai exact începând cu EP-ul Terrorveldet, cei doi și-au prescurtat pseudonimele, acestea luând forma actuală. În 1992 V'gandr și H'grimnir au înființat formația Helheim; numele ales se vrea a fi un indiciu referitor la părțile întunecate ale mitologiei nordice. La scurt timp după înființare li s-a alăturat Hrymr, iar formația a susținut câteva concerte în Bergen. În 1993 s-a alăturat formației Nidhogg. În această formulă Helheim a lansat demo-ul eponim Helheim. În 1994 Nidhogg a părăsit formația. În cursul aceluiași an Helheim a lansat cel de-al doilea demo, Niðr ok Norðr liggr Helvegr (în românește În Jos și În Nord e Helheim). Demo-ul a captat atenția casei de discuri germane Solistitium Records cu care formația a semnat un contract pentru două albume.
În 1995 a avut loc lansarea albumului de debut Jormundgand. În 1996, pentru promovarea albumului, Helheim a participat la un turneu european împreună cu Gorgoroth și alte formații. În 1997 a fost lansat cel de-al doilea album, Av norrøn ætt. O dată cu lansarea acestui album, contractul cu Solistitium Records a fost onorat, iar casa de discuri nu a oferit o prelungire. În consecință formația a rămas fără distribuție și fără promovare.
În 1999 formația a fost abordată de casa de discuri germană Ars Metalli, iar cele două părți au semnat un contract pentru un album, deși membrii formației erau reticenți în ceea ce privește capacitatea acestei case de discuri de a-i promova corespunzător. Tot în 1999 s-au alăturat formației Thorbjørn (chitară) și Lindheim (sintetizator); astfel H'grimnir a trecut la chitară ritmică, iar Hrymr a rămas exclusiv la baterie. În cursul aceluiași an, după efectuarea acestor modificări în componența formației, a fost lansat EP-ul Terrorveldet, iar în 2000 a fost lansat cel de-al treilea album, Blod & ild. În 2001 a fost înregistrat EP-ul Helsviti, dar lansarea a fost amânată din cauza dificultăților de comunicare dintre formație și casa de discuri, iar Helheim s-a găsit din nou în postura de a nu beneficia de distribuție și promovare.
În martie 2003 a fost lansat cel de-al patrulea album, Yersinia pestis, prin casa de discuri germană Massacre Records. Aceeași casă de discuri a promis formației că va lansa și EP-ul Helsviti, dar acest lucru nu s-a mai întâmplat. În 2004 Helheim a participat la festivalul Inferno din Norvegia. În 2005 Lindheim a părăsit formația. În iunie 2006 a fost lansat cel de-al cincilea album, The Journeys and the Experiences of Death, prin casa de discuri norvegiană Dark Essence Records; primele 2000 de copii ale acestui album includ EP-ul Helsviti ca bonus (pe disc separat). Albumul a beneficiat de recenzii pozitive, fiind remarcată în special atmosfera întunecată pe care formația a reușit s-o creeze.

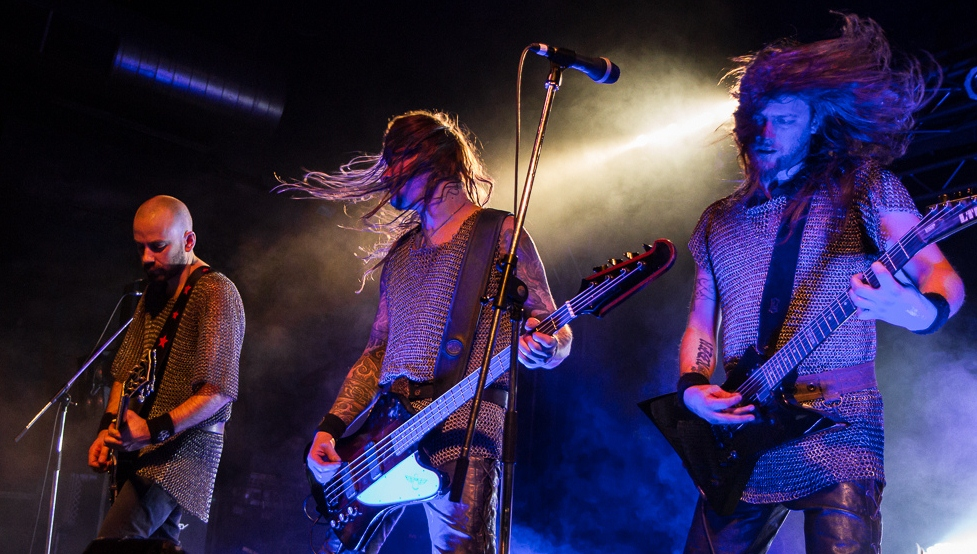
Helheim la Niflheim (2013)

În martie 2008 a fost lansat cel de-al șaselea album, Kaoskult. Pentru a marca acest moment, formația a susținut un mini-concert acustic într-o grădiniță; de asemenea membrii formației le-au spus copiilor povești din mitologia nordică. Motto-ul acestei acțiuni a fost "Dați-le copiilor metal și pe Odin înainte să-i ia Iisus". Tot în 2008 Thorbjørn a părăsit formația; în locul lui a venit Noralf Venås. În noiembrie 2008 Helheim a participat, ca și cap de afiș, la turneul european Vikings, Villains and Vultures Tour împreună cu Vulture Industries și Atrox. În martie 2009 Helheim a participat la un scurt turneu în Regatul Unit și Irlanda împreună cu Taake și Vulture Industries. În octombrie și noiembrie 2010 Helheim a participat la turneul european Dark Essence Tour împreună cu Taake, Vulture Industries și Sulphur. Acest turneu a trecut și prin România, concertul din 3 noiembrie 2010 din Timișoara fiind primul concert susținut de Helheim în România. Tot în noiembrie 2010 a fost lansat EP-ul Åsgards fall, iar în aprilie 2011 a fost lansat cel de-al șaptelea album, Heiðindómr ok mótgangr. În august 2011 Helheim a participat la ultima ediție a festivalului Hole in the Sky. În noiembrie 2012 Helheim a celebrat 20 de ani de existență printr-un concert susținut în Bergen; concertul a fost filmat și transmis live pe site-ul oficial al formației. În februarie și martie 2013 Helheim a participat la turneul european 20 Years Anniversary Tour împreună cu Taake și Orkan; turneul a celebrat 20 de ani de existență a formației Taake. În timpul acestui turneu V'gandr a acordat un interviu în care a dezvăluit faptul că formația va lansa un nou EP, Åsgards fall Part II, și de asemenea și un nou album de studio.

## Trivia
Cu excepția primelor două albume, formația a inclus pe fiecare album (inclusiv EP-uri) câte o melodie instrumentală care se numește "Helheim". Melodiile sunt numerotate și apar în ordinea cronologică a apariției albumelor; astfel pe Terrorveldet e "Helheim 1", iar pe Heiðindómr ok mótgangr e "Helheim 8". Acest lucru se explică prin faptul că Helheim, tărâmul morților din mitologia nordică, are 9 nivele. Întrebat ce se va întâmpla după ce se va ajunge la "Helheim 9", V'gandr a răspuns că nu se va întâmpla nimic, pur și simplu formația va continua, dar nu va mai include acest tip de melodii.

## Discografie

### Albume de studio
- Jormundgand (1995)
- Av norrøn ætt (1997)
- Blod & ild (2000)
- Yersinia pestis (2003)
- The Journeys and the Experiences of Death (2006)
- Kaoskult (2008)
- Heiðindómr ok mótgangr (2011)
- raunijaR (2015)
- landawarijaR (2017)
- Rignir (2019)
- WoduridaR (2021)

### EP-uri
- Terrorveldet (1999)
- Helsviti (2006)
- Åsgards fall (2010)

### Demo-uri
- Helheim (1993)
- Niðr ok Norðr liggr Helvegr (1994)

## Video

### Videoclipuri
- Jernskogen (2000)
- Dualitet og ulver (2011)

## Membrii formației

### Membri actuali
- V'gandr (Ørjan Nordvik) - vocal, chitară bas (1992 - prezent)
- H'grimnir (Tom Korsvold) - vocal, chitară (1992 - prezent)
- Hrymr (Frode Rødsjø) - baterie (1992 - prezent)
- Noralf Venås - chitară (2008 - prezent)

### Foști membri
- Nidhogg (Rune Bjelland) - chitară (1993 - 1994)
- Thorbjørn - chitară (1999 - 2008)
- Lindheim (Lars Skulstad) - sintetizator (1999 - 2005)